# Hippidion
L'ippidion (gen. Hippidion) è un equide fossile caratteristico del Miocene, del Pliocene e del Pleistocene del Nordamerica e del Sudamerica.

## Un cavallo dal corpo pesante
Questo cavallo estinto possedeva una strana caratteristica: l'incisione tra ossa nasali e premascellari è eccezionalmente profonda e si spinge fino alla regione delle orbite. In questo modo, i nasali sono prolungati in avanti come una lunga lamina libera, sicuramente retta da cartilagine nell'animale in vita. Il cranio, alto e stretto, possiede orbite situate piuttosto in basso. Il cranio dell'ippidion è sprovvisto delle fossette preorbitali, presenti invece nel suo stretto parente Boreohippidion. I denti, pur essendo ipsodonti, sono tuttavia dotati di una caratteristica primitiva: i disegni dello smalto ben più semplici di quelli presenti nei cavalli odierni. Le peculiarità del cranio non sono le sole "stranezze" dell'ippidion: il corpo è piuttosto pesante e lungo, gli arti sono brevi e massicci, dotati di un solo dito come in Equus. Ciò suggerirebbe un habitat montuoso per questo animale.

## Strane ossa nasali

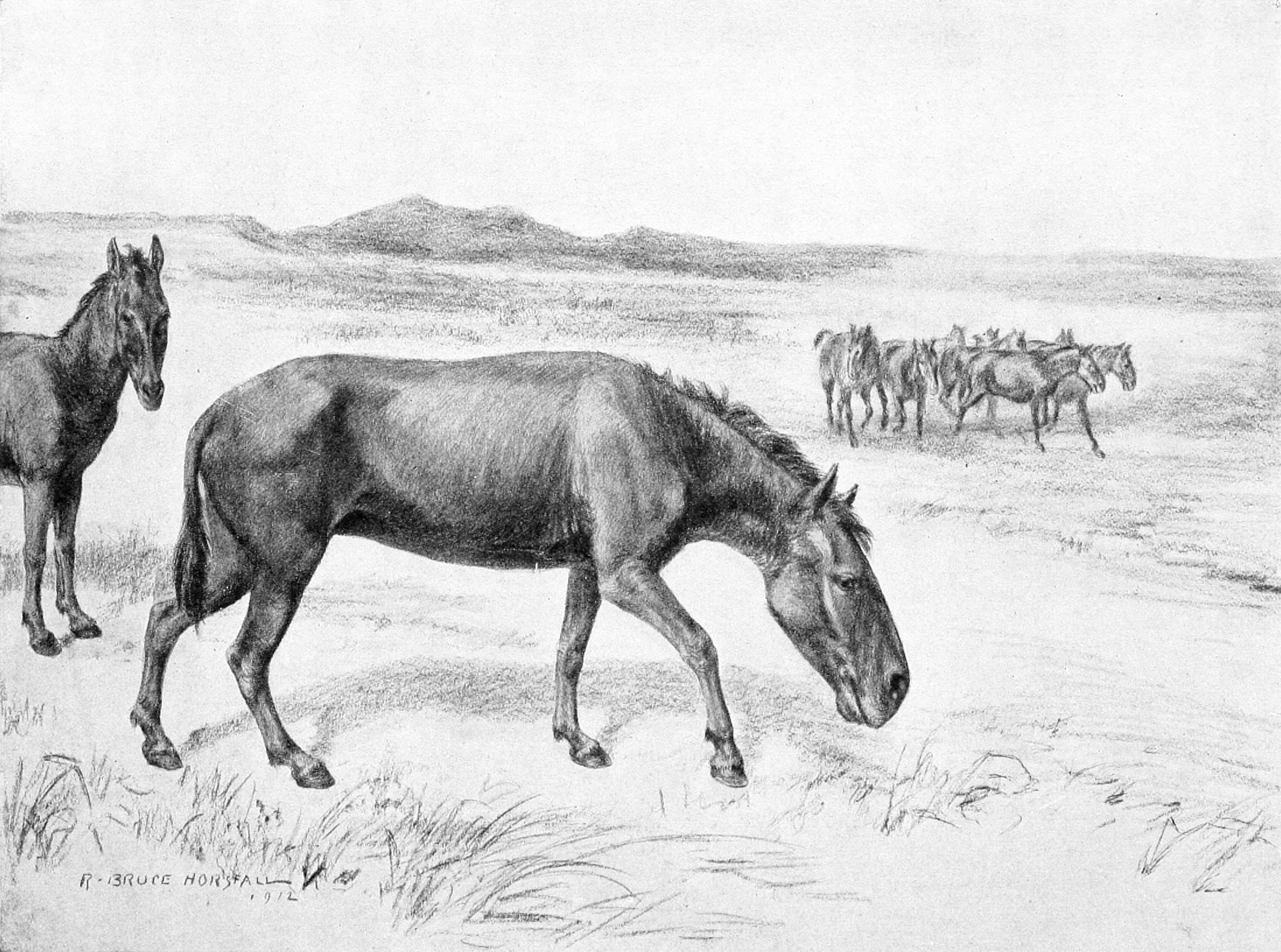
Ricostruzione di Hippidion

Le strane ossa nasali dell'ippidion, così lunghe e sottili, non hanno una funzionalità chiara. Una caratteristica così particolare, sviluppatasi nel corso di milioni di anni, deve però aver avuto un'utilità pratica. Forse le cavità nasali, piuttosto alte, potevano essere contratte tramite alcuni muscoli facciali, soffiando aria dalle narici per rimuovere la polvere dalle erbe della prateria, il principale nutrimento dell'ippidion. Le ossa nasali allungate, probabilmente, agivano come una molla, mantenendo aperta la cavità nasale e cedendo quando i muscoli venivano contratti. Una caratteristica simile è presente in una gazzella attuale, Gazella spekei, che è dotata di una tasca cutanea sopra il naso, usata per soffiare via la polvere dalle erbe.

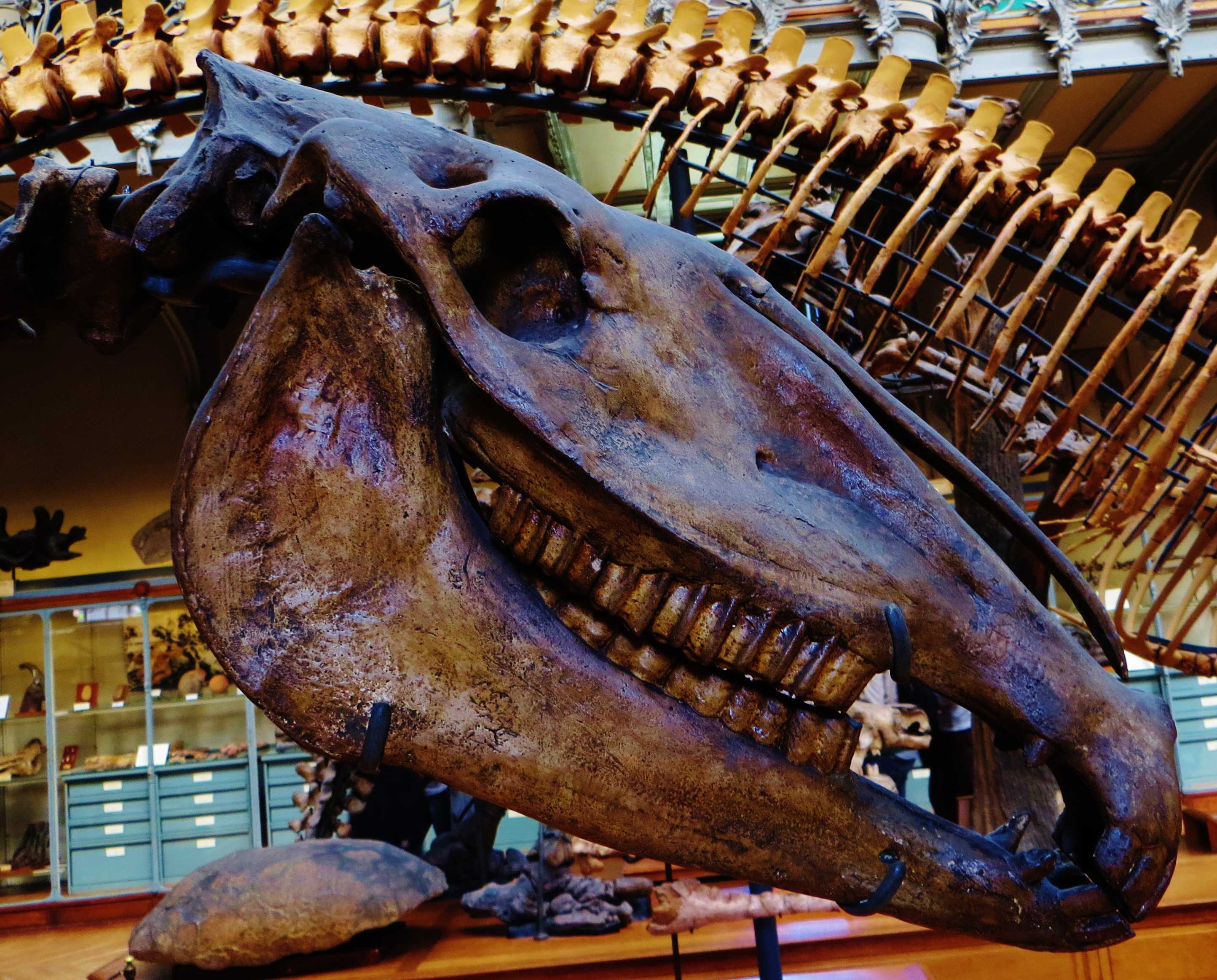
Cranio di Hippidion principale

## Gli ultimi cavalli americani
Sembra che l'ippidion abbia sviluppato l'arto a un solo dito in modo del tutto indipendente dai cavalli odierni; l'antenato di questi ultimi, infatti, è un genere chiamato Dinohippus, che viveva nel Miocene superiore in Nordamerica accanto alle specie primitive di Hippidion, le quali devono essersi originate ben prima. Hippidion e un suo stretto parente dalle zampe corte, Onohippidium, hanno poi invaso il Sudamerica, dove hanno prosperato fino a tempi recenti (entrambi i generi sono segnalati in giacimenti con fossili umani), forse addirittura fino all'Olocene. L'estinzione dei cavalli nelle Americhe è avvenuta circa 2400 anni fa, per cause ancora ignote; si pensa a un'epidemia, o all'eccessiva caccia da parte dell'uomo.